# 白马调
《白马调》，又称《骑白马》、《骑白马挎洋枪》，是二十世纪三四十年代在陕北地区流行的一首情歌，中国红色歌曲《东方红》的创作中套用了《白马调》的曲调。《白马调》歌词有多个版本。

## 版本一
骑白马，挎洋枪，三哥哥吃了八路军的粮，有心回家看姑娘，呼儿嘿哟，打日本就顾不上。
要穿灰，一身身灰，肩膀上要把枪来背，哥哥当兵抖起来，呼儿嘿哟，家里留下小妹妹。

## 版本二
陕西学者狄马在民间收集

骑白马，跑沙滩，你没有婆姨呀我没有汉。咱俩捆成一嘟噜蒜（呼嗨吆），土里生来土里烂。
骑白马，挎洋枪，三哥哥吃了八路军的粮。有心回家看姑娘（呼嗨吆），打日本也顾不上。
三八枪，没盖盖，八路军当兵的没太太。待到打下榆林城（呼嗨吆），一人一个女学生。

## 版本三
与版本二基本一致，歌词更接近方言。

骑白马，跑沙滩，我么有婆了姨呀你么有汉，咱们来捆成呀一疙嘟蒜，呼儿嗨哟，土里生来土里烂。
骑白马，挎洋枪，三哥哥吃了八路军的粮，有心回家看姑娘，呼儿嗨哟，打鬼子奏顾不上。
三八枪，没盖盖，八路军当兵没太太，等到那打下了榆林城，呼儿嗨哟，一人一个女学生。

## 版本四
1989年，江苏音像出版社为电视剧《康德第一保镖传奇》出版了电视剧歌曲原声磁带《红萝卜与红绣鞋》，磁带中收录一首陕北民歌《骑白马》，由范琳琳、王迪演唱。

骑白马的那个挎洋枪，三哥哥吃的是八路军的粮，那天他要回来看姑娘呼儿嘿哟，打鬼子就顾不上。
出窑洞的那个掀红帘，小妹妹望哥去得远，手拉着手，眼瞟着眼呼儿嘿哟，杀完鬼子再见面。
骑白马的那个挎洋枪，三哥哥身影好洒脱，为咱穷人打天下呼儿嘿哟，妹妹心里一团火。

## 版本五
央视CCTV-3《回声嘹亮》歌曲《白马调》， 王向荣演唱

骑白马，挎洋枪，三哥哥吃了八路军的粮。有心回家看姑娘，呼儿嗨呀，打敌人就顾不上。
山川秀，天地平，中央红军到陕甘宁。军民团结一条心，呼儿嗨呀，咱们边区一片红。
军民团结一条心，呼儿嗨，呼儿嗨，呼儿嗨，呼儿嗨，呼儿嗨，嗨嗨嗨，咱们边区一片红。